# Rua da Bainharia
A Rua da Bainharia — às vezes erradamente designada Banharia — é um arruamento na freguesia de Sé da cidade do Porto, em Portugal.

## Origem do nome
A designação rua da Bainharia tem origem medieval e deve o seu nome à grande concentração neste arruamento de bainheiros, artesãos que se dedicavam ao fabrico de bainhas para armas brancas, designadamente espadas.

## História
É uma das ruas mais antigas da cidade do Porto, documentada pela primeira vez em 1296. O Tombo do Cabido de 1566 refere que ela ia "da Cruz do Souto até à ponte de São Domingos". De um dos lados, a rua confrontava com a Cerca Velha, a muralha românica reconstruída no século XII, e do outro com o rio da Vila.

## Acessos
- Linha ZH dos STCP.